# Primer Congrés Internacional Sindicalista

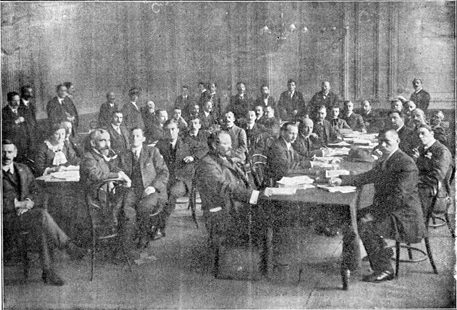
Primer Congrés Internacional Sindicalista

El Primer Congrés Internacional Sindicalista va ser una trobada de sindicats i altres organitzacions sindicalistes d'Europa i Amèrica que es va fer a Londres, del 27 de setembre al 2 d'octubre de 1913.
Hi van participar entitats de dotze països. El congrés va estar marcat per un fort debat sobre els seus respectius principis i sobre les tàctiques per a assolir els seus objectius. Finalment, la majoria de participants va declarar després que havia estat un èxit, hi van crear el Butlletí Internacional del Moviment Sindicalista com a via oficial de comunicació i l'Oficina d'Informació Internacional Sindicalista, que havia de servir com a medi de solidaritat i cooperació entre les diferents organitzacions.